# Petra Doležalová (fotografka)
Petra Doležalová (* 1976) je česká fotografka, cestovatelka, dokumentaristka, ekonomka, věnuje se public relations, marketingu, je redaktorkou magazínu Volvo. Studovala ekonomii v Česku a media relations v Kalifornii. Pracovala pro Dámský investiční klub České spořitelny a 18 let jako šéfredaktorka vedla prestižní Volvo magazín. Pro automobilku Volvo již dvě desetiletí zajišťuje public relations. Vedle toho se věnuje fotografii, cestování a psaní. Na svém kontě má výstavu a stejnojmennou knihu Doteky severu, která zachycuje její dojmy z nejsevernějších míst Skandinávie a nespočet textů a fotografií uveřejněných v českých i zahraničních periodikách. Je spoluautorkou a spolutvůrkyní rozsáhlého projektu Escape to Nature. Filmové dokumenty Petry a Libora Špačka z posledních panenských míst na Zemi se promítají u nás i za hranicemi, pravidelně je uvádí jejich koproducent Česká televize a získaly přes 80 cen z mezinárodních festivalů a soutěžních přehlídek. V roce 2020 jí vyšla nová kniha Doteky okamžiku, která přináší sbírku okamžiků a náhodných setkání na nádherných místech naší planety.

## Životopis
Petra Doležalová vystavovala své první fotografie na multimediální výstavě Doteky Severu v pražské galerii Karolinum v roce 2007. Pod stejným názvem vydala také knihu, která obsahuje fotografie z jejích cest po severských zemích. Petra Doležalová se specializuje na dokumentární fotografii a fotografování přírody. Spolupracuje s produkční společností Escape to Nature, kde působí jako fotografka, producentka a autorka komentářů ve filmech.
Petra Doležalová je autorkou knihy Doteky okamžiku z roku 2020, která obsahuje fotografie z jejích cest a příběhy o tom, jak se učila překonávat své limity a zvládat nepohodlí. Je členkou Asociace profesionálních fotografů ČR a spolku výtvarných umělců Mánes.

## Publikace
- Doteky okamžiku / Petra Doležalová, Brno: CPress, 2020
- Doteky severu = Touch of the north / Petra Doležalová, Brno: Petra Doležalová, 2006